# Родригес, Дебора
Дебора Лисет Родригес Гуэльмо (исп. Déborah Lizeth Rodríguez Güelmo; род. 2 декабря 1992, Монтевидео) — уругвайская легкоатлетка, специалистка по бегу на короткие и средние дистанции, барьерному бегу. Выступает на профессиональном уровне с 2007 года, обладательница двух бронзовых медалей Панамериканских игр, чемпионка Южной Америки и Южноамериканских игр, победитель и призёр иберо-американских чемпионатов, действующая рекордсменка Уругвая в нескольких дисциплинах, участница трёх летних Олимпийских игр.

## Биография
Дебора Родригес родилась 2 декабря 1992 года в Монтевидео, Уругвай, одновременно с братом-близнецом Анхелем Леонардо, который впоследствии стал достаточно известным футболистом.
Впервые заявила о себе в лёгкой атлетике на международном уровне в сезоне 2007 года, когда вошла в состав уругвайской сборной и в беге на 400 метров выступила на юношеском мировом первенстве в Остраве.
В 2008 году в беге на 400 метров с барьерами одержала победу на юношеском южноамериканском первенстве в Лиме, стала четвёртой на молодёжном чемпионате Южной Америки в Лиме.
В 2009 году в 400-метровом барьерном беге была четвёртой на чемпионате Южной Америки в Лиме, выиграла бронзовую медаль на юношеском мировом первенстве в Брессаноне и золотую медаль на юниорском южноамериканском первенстве в Сан-Паулу, стартовала на чемпионате мира в Берлине.
В 2010 году стала серебряной призёркой на молодёжном южноамериканском первенстве в Медельине, выступила на иберо-американском чемпионате в Сан-Фернандо и на юниорском мировом первенстве в Монктоне.
В 2011 году взяла бронзу на чемпионате Южной Америки в Буэнос-Айресе и на юниорском панамериканском первенстве в Мирамаре, участвовала в чемпионате мира в Тэгу, победила на юниорском южноамериканском первенстве в Медельине, дошла до полуфинала на Панамериканских играх в Гвадалахаре.
В 2012 году стартовала в беге на 400 метров на чемпионате мира в помещении в Стамбуле, тогда как в беге на 400 метров с барьерами стала восьмой на иберо-американском чемпионате в Баркисимето. Благодаря череде удачных выступлений удостоилась права защищать честь страны на летних Олимпийских играх в Лондоне — на предварительном квалификационном этапе 400-метрового барьерного бега показала время 57,04, чего оказалось недостаточно для выхода в следующую стадию соревнований. Также в этом сезоне одержала победу на молодёжном южноамериканском первенстве в Сан-Паулу.
На чемпионате Южной Америки 2013 года в Картахене получила серебро.
В 2014 году на Южноамериканских играх в Сантьяго была лучшей в беге на 800 метров и в беге на 400 метров с барьерами. Позднее выиграла серебряную медаль на иберо-американском чемпионате в Сан-Паулу, стала пятой на Панамериканском спортивном фестивале в Мехико. На домашнем молодёжном южноамериканском первенстве в Монтевидео четырежды поднималась на пьедестал почёта: победила на дистанциях 400 и 800 метров, 400 метров с барьерами, взяла бронзу в эстафете 4 × 400 метров.
В 2015 году на чемпионате Южной Америки в Лиме превзошла всех соперниц в беге на 800 метров и в беге на 400 метров с барьерами. В 400-метровом барьерном беге завоевала бронзовую награду на Панамериканских играх в Торонто, стартовала на чемпионате мира в Пекине.
В 2016 году добавила в послужной список победу на иберо-американском чемпионате в Рио-де-Жанейро. Выполнив олимпийский квалификационный норматив (2:01.50), благополучно прошла отбор на Олимпийские игры в Рио-де-Жанейро — в дисциплине 800 метров не смогла пройти дальше предварительного квалификационного забега.
В 2017 году в беге на 800 метров выиграла бронзовую медаль на чемпионате Южной Америки в Асунсьоне, в беге на 400 метров с барьерами выступила на чемпионате мира в Лондоне.
В 2018 году в 800-метровой дисциплине победила на Южноамериканских играх в Кочабамбе, стала серебряной призёркой на иберо-американском чемпионате в Трухильо.
В 2019 году одержала победу на чемпионате Южной Америки в Лиме, взяла бронзу на Панамериканских играх в Лиме, стартовала на чемпионате мира в Дохе.
В 2020 году победила на чемпионате Южной Америки в помещении в Кочабамбе.
В 2021 году была лучшей на южноамериканском чемпионате в Гуаякиле. Принимала участие в Олимпийских играх в Токио — в программе бега на 800 метров дошла до стадии полуфиналов. Вместе с гребцом Бруно Четраро являлась знаменосцем Уругвая на церемонии открытия Игр.
В 2022 году в дисциплине 800 метров победила на чемпионате Южной Америки в помещении в Кочабамбе и на иберо-американском чемпионате в Ла-Нусии, стартовала на чемпионате мира в Юджине.